# 4931 Tomsk
4931 Tomsk eller 1983 CN3 är en asteroid i huvudbältet som upptäcktes den 11 februari 1983 av den belgiske astronomen Henri Debehogne och den italienske astronomen Giovanni de Sanctis vid La Silla-observatoriet. Den är uppkallad efter den ryska staden Tomsk.
Asteroiden har en diameter på ungefär 7 kilometer.